# Вене Богославов
Вене Т. Богославов (Паралово, Босилеград, 1932 — Београд, 14. јул 2015) био је српски и југословенски математичар. Богославов је један од најпознатијих математичара из Србије и са простора бивше Југославије. Познат је по „Венеовим збиркама” решених задатака из математике, које више од 40 година користе готово сви професори математике у настави у средњим школама.

## Биографија
Похађао је гимназију на бугарском језику, у Босилеграду. У том периоду се развија његова љубав и таленат према математици. Вене је завршио Природно-математички факултет у Београду дипломиравши 1958. године као шести у својој генерацији. На истом факултету завршио је и специјалистичке студије 1967. За изузетне резултате у васпитно-образовном раду 1980. стекао је звање педагошког саветника. Магистрирао је 1981. на ЕТФ-у у Београду.
Радни век започео је као професор у занатским школама. Први посао добио је у „Школи за шивење и кројење женског веша“. Ту је радио две године, а након тога још годину дана у фризерској школи. Из ње је прешао у Једанаесту београдску гимназију. Сталан посао добио је тек 1965. у Петој београдској гимназији. Прве године било му је додељено одељење матураната за природни смер. Имајући пред собом само план и програм наставе, а у недостатку било каквог усклађеног уџбеника или приручника, професор Вене почео је да прикупља задатке из математике, како своје, тако и од колега из других гимназија и руских стручних часописа.
Прикупивши првих 1000 задатака, рукопис збирке се нашао у Заводу за уџбенике, где је одлежао годину дана. Прилика за објављивање збирке се појавила када је Савремена администрација отворила одељење за издавање уџбеника. Тек 1968. године штампана је прва збирка решених задатака из математике и то за четврти разред. Убрзо затим, осим у Србији, збирка се нашла и у библиотеци Пете загребачке гимназије, у Охриду, Пули итд. И данас готово сви професори математике користе Венеове збирке.
Професор Вене остао је да ради у Петој београдској гимназији пуних 35 година, до пензије. У току рада налазио се на разним функцијама: руководилац актива математичара Београда и матичне школе, ментор новим професорима, члан уређивачког тима у Заводу за уџбенике и наставна средства, члан одбора за проучавање проблема наставе математике у основним и средњим школама при Просветном савету Србије и друге стручне послове.
Пензионисао се 19. септембра 1999. године, после 40 година радног стажа. Свој последњи час није био у могућности да одржи због бомбардовања. Неки од његових ученика сада су професори универзитета, угледни лекари, адвокати, министри, успешни људи. Један од њих је и Петар Шкундрић, професор на Технолошком факултету у Београду. Вене има једног сина Драгана, који тренутно живи у Канади. Иако је био у пензији од 1999. године, радо је свраћао и помагао колегама из Пете београдске гимназије.
Један је од најтиражнијих аутора, са чак 1.900.000 продатих примерака. Године 2008. обележено је јубиларно, 40. издање његове најстарије збирке. Богославов је аутор 11 наслова, који су доживели 57 издања.
Издавач, Завод за уџбенике, штампао је у септембру 2011. године ново издање збирки, са више од 15.000 исправљених штампарских и материјалних грешака, на чему је био ангажован Добрило Тошић пензионисани професор на ЕТФ-у Универзитета у Београду. Носилац је многих диплома, признања („Архимедес“ и Плакета Завода за издавање уџбеника) и захвалница.

## Дела
Објавио је многобројне књиге и чланке из области математике, који су доживели запажен успех. Такође је рецензент многих уџбеника из математике.
- Збирка задатака из математике за IV разред гимназије, прво издање 1968.
- Збирка решених задатака из математике I, прво издање 1970.
- Збирка решених задатака из математике II, прво издање 1971.
- Збирка решених задатака из математике III, прво издање 1972.
- Збирка задатака за IV разред природно-математичке струке, прво издање 1980.
- Збирка задатака за II разред усмереног образовања, коаутори др Петар Васић и др Радован Јанић
- Математика за IV разред усмереног образовања електротехничке и грађевинске струке, коаутори др Петар Васић, др Радован Јанић и др Добрило Тошић
- 50 тестова за проверу знања из математике за основну школу, коаутори др Душан Аднађевић, Глиша Нешковић и Драгослав Милић, прво издање 1988.
- Логаритамске таблице, прво издање 1993.
- Логаритамска и експоненцијална функција са збирком задатака, коаутор Светозар Бранковић 1996.